# Waterbody Id (Vereinigtes Königreich)
Im Vereinigten Königreich sind die Binnengewässer und ihre Einzugsgebiete mit der Waterbody Id erfasst und ihre Daten im Catchment Data Explorer abrufbar.
Wie bei Wasserkörpern üblich, können dabei Längenangaben außer einem Wasserlauf oder einem Abschnitt eines Wasserlaufes auch den einen oder anderen Zulauf mit einbeziehen.
Die Nummern steigen in Fließrichtung mal an und mal ab.
Beispiel einer Nummerfolge in Northumbria (zum besseren Verständnis sind hier im Artikel flussaufwärtige Abschnitte desselben Gewässers mit ↑ und einmündende Gewässer mit ← gekennzeichnet):
GB103025072595 = Tees from Skerne to Tidal Limit (also bis zur Tidengrenze, d. h. zum Beginn des Ästuars; mit Nebenflussstrecken)
← GB103025072100 = Clow Beck from Barton Beck to Tees
← GB103025072040 = Barton Beck from Source to Clow Beck
← GB103025072060 = Aldbrough Beck from Forcett Park Catch to Clow Bk
↑ GB103025072190 = Tees from River Greta to River Skerne (mit einer Nebenflussstrecke)
↑ GB103025072512 = Tees from Percy Beck to River Greta (ohne Nebenfluss-Strecken)
↑ GB103025072511 = Tees from Maize Beck to Percy Beck (mit Nebenfluss-Strecken, aber ohne die mittendrin einmündende Lune)
← GB103025072330 = Lune from Selset Reservoir to the River Tees (ohne Nebenfluss-Strecken)
↑ GB103025072340 = Lune from Long Grain to Selset Reservoir (ohne Nebenfluss-Strecken; das Selset Reservoir ist zwischen diesem und dem folgenden Wasserkörper aufgeteilt)
↑ GB103025072250 = Lune from Source to Long Grain (ohne Nebenfluss-Strecken)